# Thom Puckey

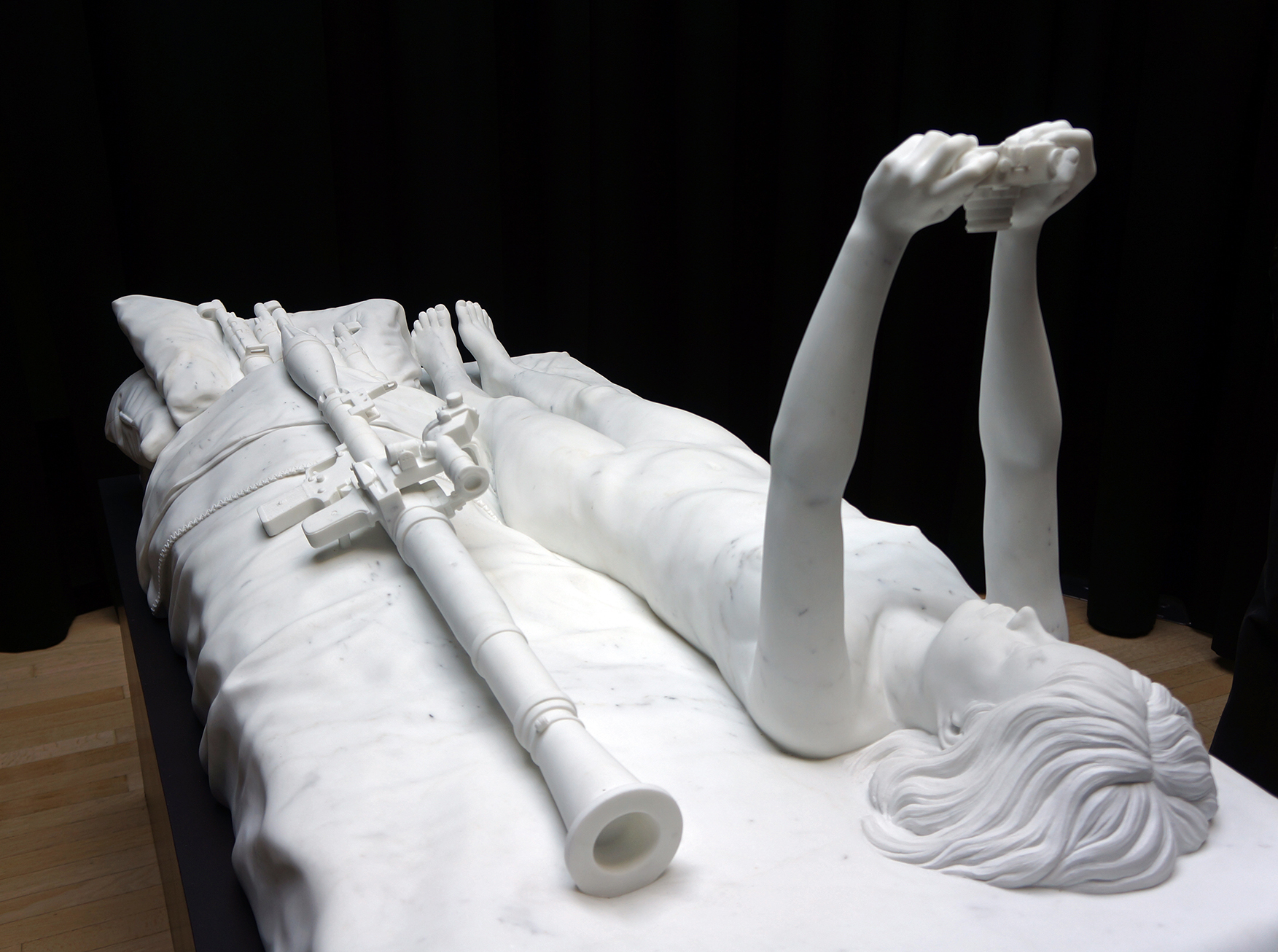
Figure on bed with Camera and Weapons (2013) Thom Puckey. Marmo statuario, ricavato da un unico blocco. Dimensioni: 206 x 104 x 77 cm

Thomas William Puckey, detto Thom (Bexleyheath, 23 maggio 1948), è uno scultore britannico. Vive e lavora tra Amsterdam e la Toscana.

## Biografia
Puckey ha conseguito un master nel 1975 presso il Royal College of Art, dopo aver studiato belle arti al Croydon College of Art. Si è trasferito nei Paesi Bassi nel 1979.
Nel 1990 ha tenuto una mostra personale allo Stedelijk Museum di Amsterdam, dove molte delle sue opere fanno parte della collezione permanente. Ha esposto il suo lavoro in mostre personali in varie rinomate gallerie e musei nei Paesi Bassi, Belgio, Germania e Italia.
Ha insegnato arte in diverse accademie d'arte nei Paesi Bassi, tra cui la Rijksakademie van Beeldende Kunsten (1987-1995) come tutor di scultura e AKV St. Joost (1997-2013) come tutor di belle arti. Negli ultimi anni è stato professore ospite presso varie accademie d'arte e università in Cina. Le sue opere sono incluse in numerose collezioni private e musei internazionali, e le sculture pubbliche commissionate sono prominente in diverse città dei Paesi Bassi. Nel 2017 ha completato un monumento a Johan Rudolph Thorbecke, collocato di fronte agli edifici del parlamento dell’Aia.
Nel 2013 ha disegnato una moneta commemorativa da 5 Euro nei Paesi Bassi avente come soggetto il Palazzo della Pace.
Nel 1986 Puckey ricevette il Premio Sandberg (Paesi Bassi) per le Belle Arti dalla città di Amsterdam.

## Carriera artistica

### Performance art
Dal 1972 al 1980 Puckey ha lavorato eseguendo performance art, formando il duo "Reindeer Werk" insieme a Dirk Larsen. Reindeer Werk ha lavorato, eseguito ed esposto in tutta Europa e America del Nord e ha partecipato a Documenta VI nel 1977. Un altro dei loro momenti salienti è stato il progetto di cinque giorni e notti "A Prediction" al De Appel di Amsterdam (1978).

### Scultura
Dal 1983 lavora come scultore, inizialmente con sculture ottico/astratte. Successivamente le sue sculture divennero sempre più figurative, le sue recenti sculture in bronzo e soprattutto in marmo si riferivano fortemente al realismo del XIX secolo. I modelli per questi lavori laboriosi sono sempre stati persone specifiche e nella loro produzione sono stati utilizzati metodi tradizionali di fusione, intaglio e finitura.
I nudi femminili, modellati o scolpiti realisticamente, eseguiti con precisione fin nei dettagli più intimi, in pose suggestive con le armi, sono raffigurati su oggetti di uso quotidiano come materassi, cuscini e mobili. Il contrasto tra la nudità che si riferisce all'antichità classica e la tecnologia militare contemporanea dall'aspetto brutale fa crollare le tecniche classiche dello studio con eredità storico-artistiche e implicazioni politiche contemporanee.

### Fotografia analogica
Dal 2016 Puckey si è concentrato maggiormente sulla fotografia analogica in bianco e nero, lavorando esclusivamente nella sua camera oscura e nel suo studio, scattando, sviluppando e stampando lui stesso le fotografie. Le immagini sono inizialmente composte con grande precisione ma poi spesso lasciate al caso, utilizzando tempi di posa lunghi e luci mobili o una fotocamera mobile. Nelle sue fotografie complesse e strane, luce, tempo e spazialità sembrano spesso acquisire un'importanza pari alla scena o al soggetto ritratto.

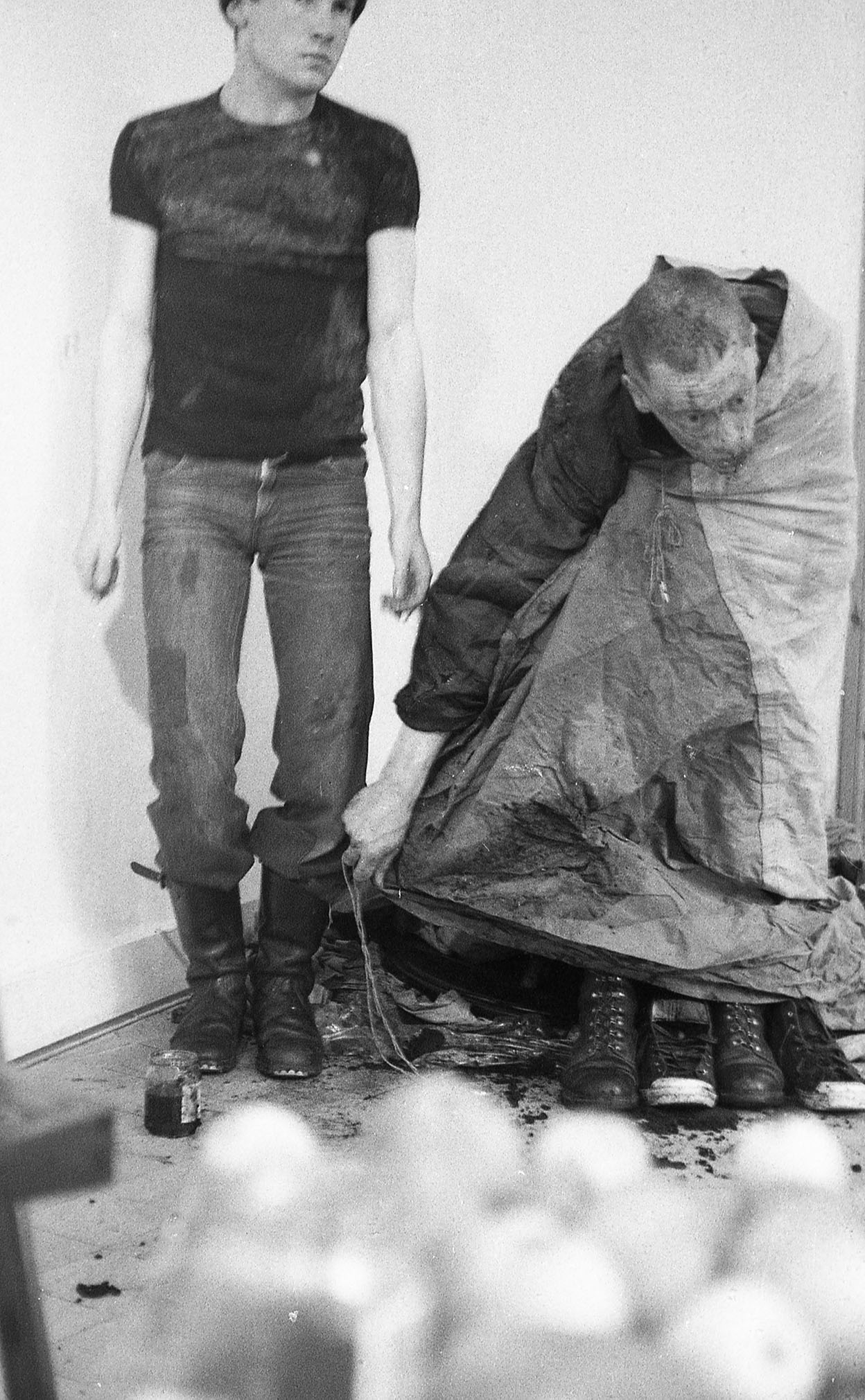
Reindeer Werk in performance (1975) Thom Puckey e Dirk Larsen. Galerie St. Petri, Lund, Sweden. Foto - Angela Spanswick
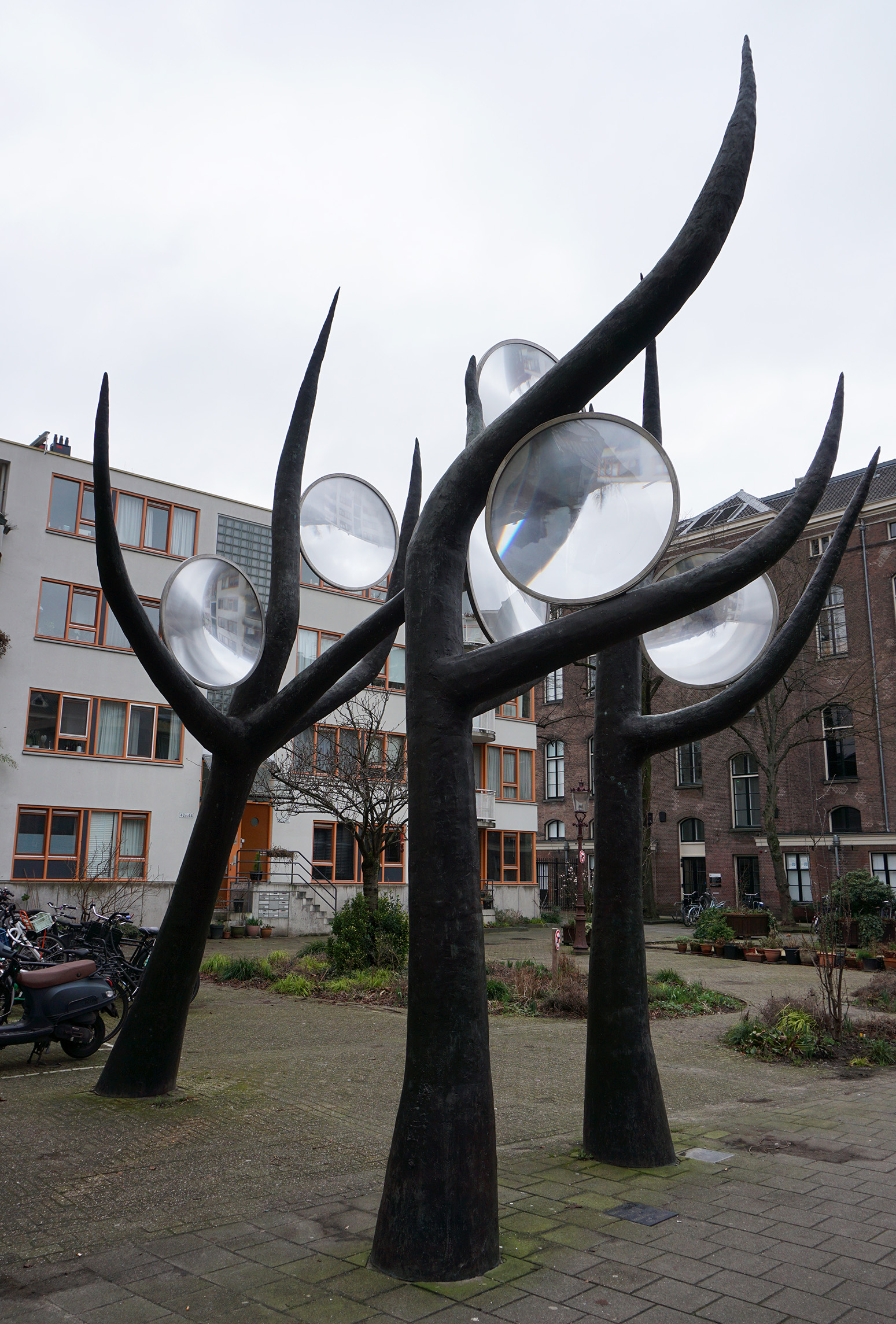
The Lens Trees (1989) Thom Puckey. Binnengasthuisplein, Amsterdam
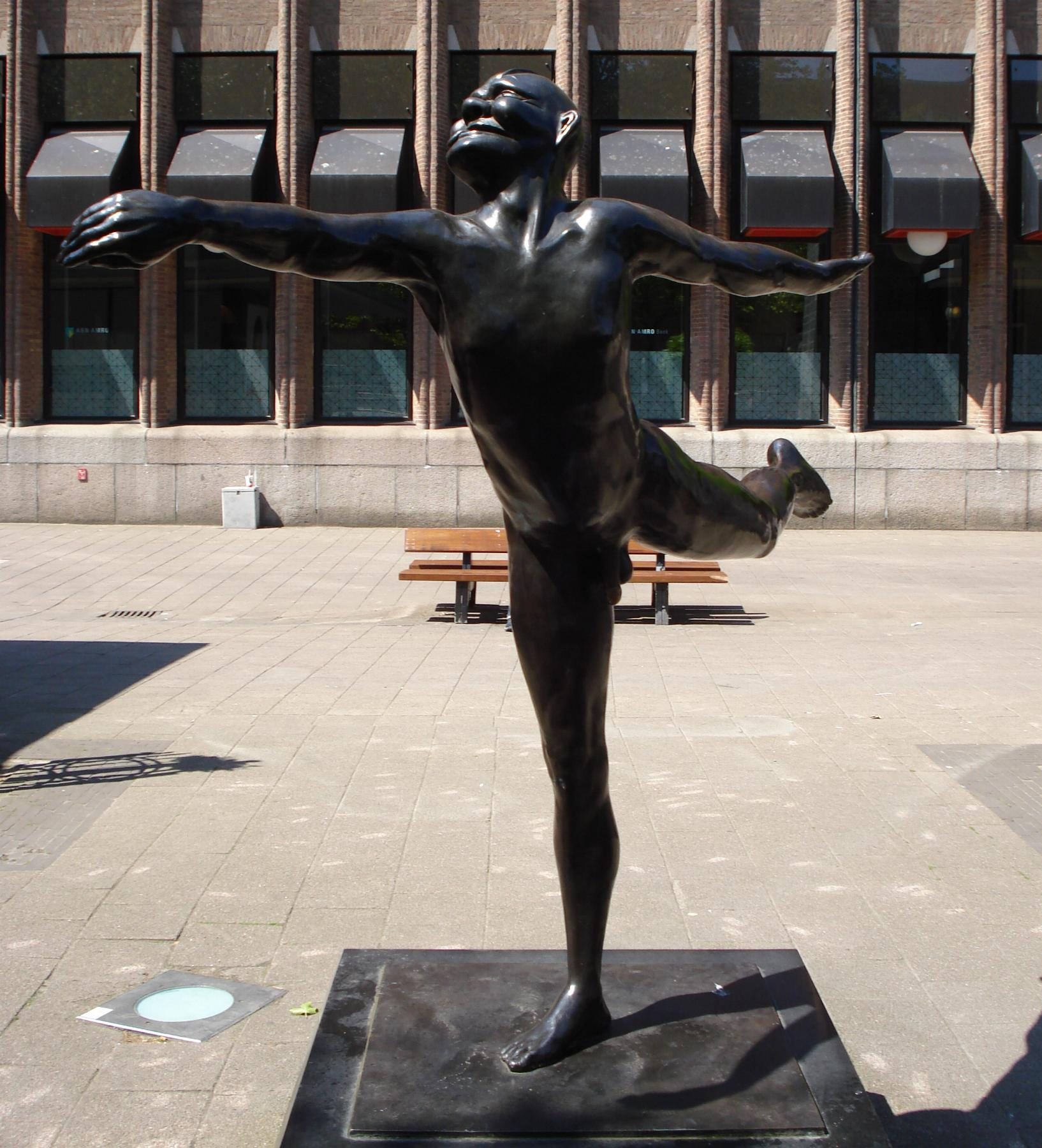
The husband of the Doll (1991) Thom Puckey. International Sculpture Collection, Rotterdam
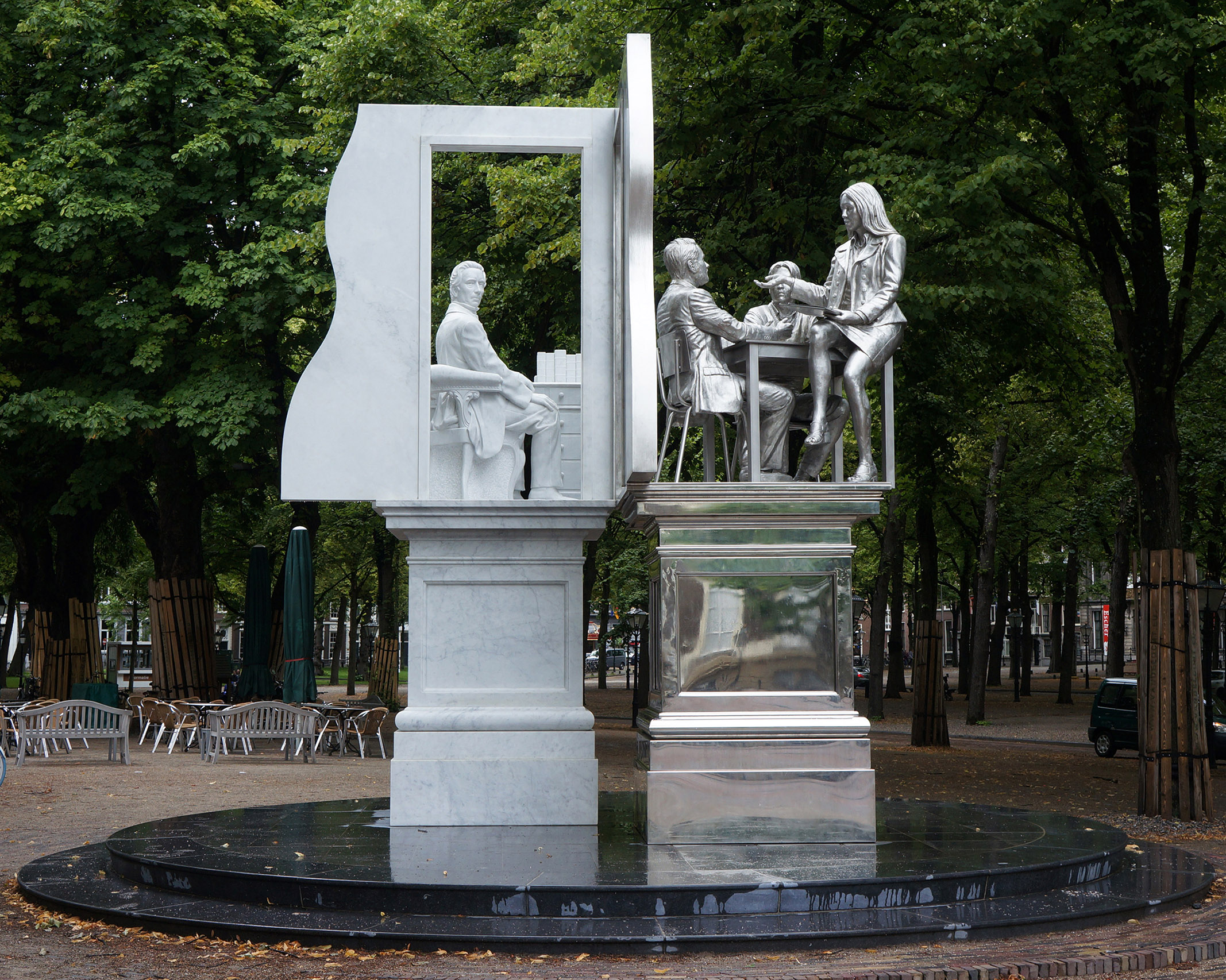
Monument for J.W. Thorbecke (2017) Thom Puckey. Marmo di Carrara e Acciaio. Tornooiveld, L'Aia. Commissionato dalla città dell'Aia
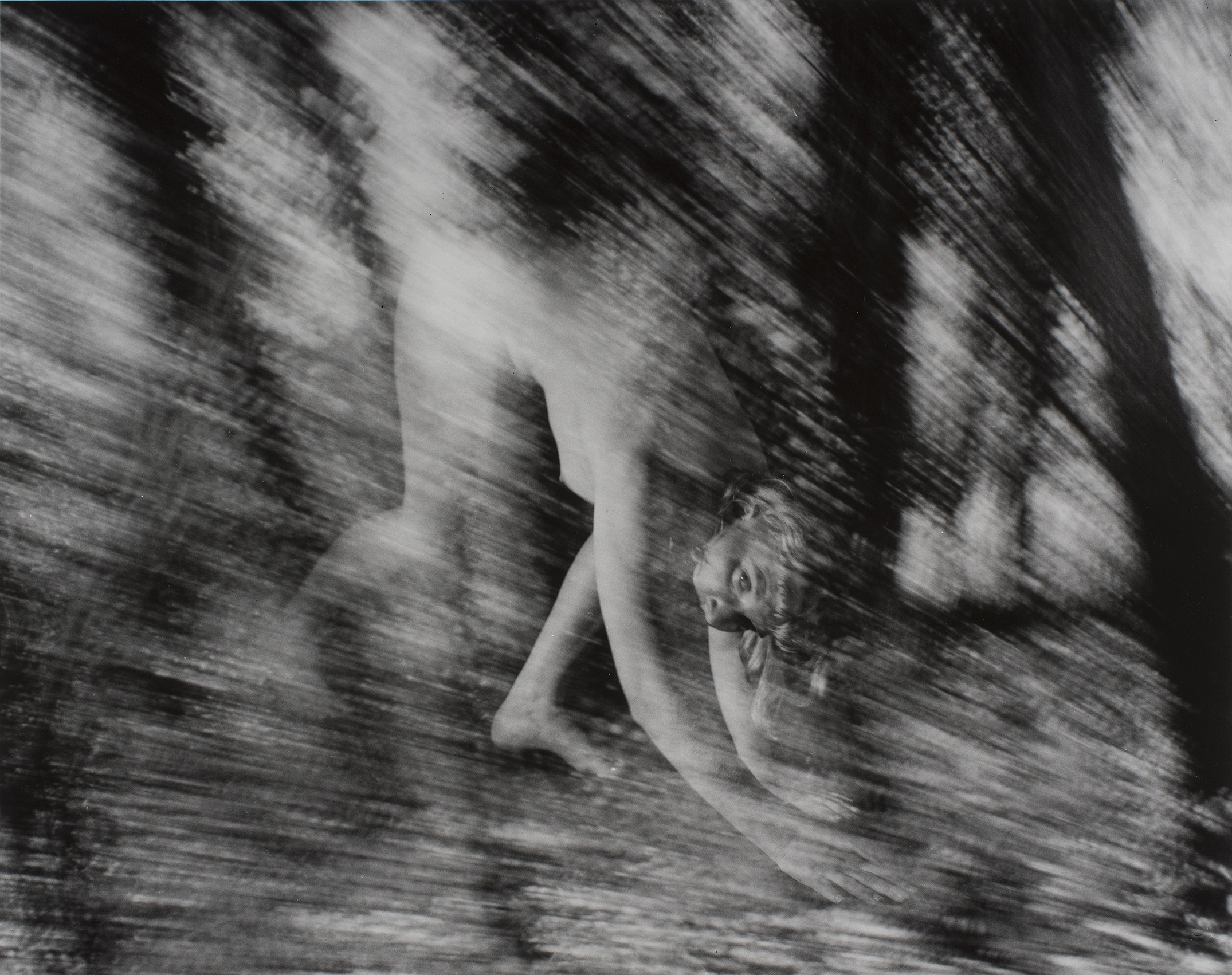
Maenad (2023) Thom Puckey. Stampa analogica da negativo singolo - carta fotografica alla gelatina argento 48 x 38,4 cm